# Michel Zewulko
Michel Zewulko est un footballeur français né le 2 janvier 1945 à Chemnitz et mort le 19 juillet 2003 à La Tronche (Isère). Il a évolué comme gardien de but à Lyon.

## Carrière de joueur
- jusqu'en 1966 :  FC La Mure
- 1966-1968 :  Olympique lyonnais
- 1968-1969 :  AS Béziers
- 1969-1977 : FC La Mure
- 1977-X : AS Susville[2]

## Palmarès

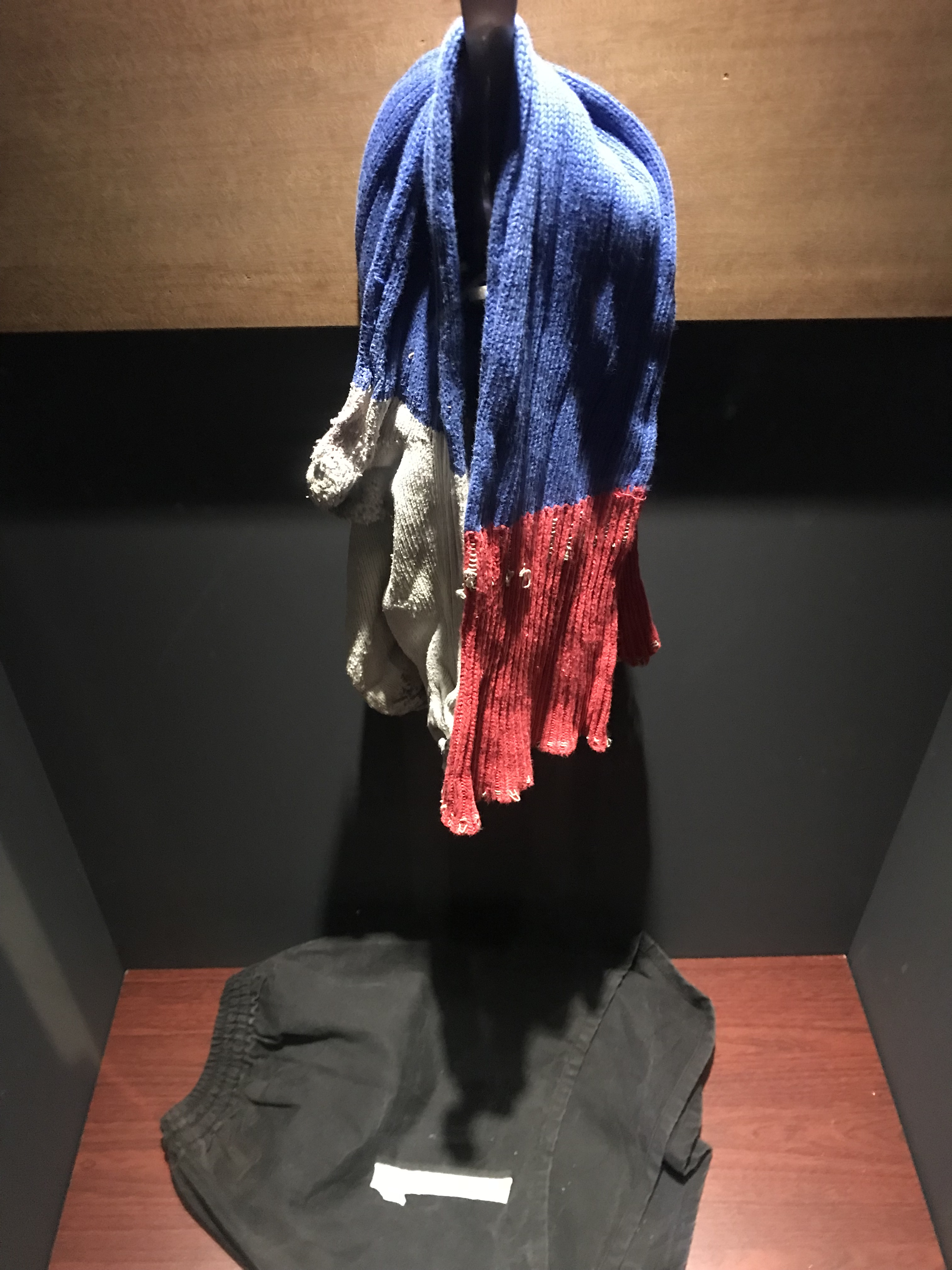
L'équipement de Michel Zewulko lors de la finale de la coupe de France 1967.

- Vainqueur de la Coupe de France en 1967 avec l'Olympique lyonnais[3].